# Korba
|  | Per a altres significats, vegeu «Zamindari de Korba». |

Korba (àrab: قربة, Qurba) és una ciutat de Tunísia a la costa oriental de la península de Cap Bon, a la governació de Nabeul, uns 17 km al nord de la ciutat de Nabeul. La municipalitat té 34.807 habitants. És capçalera d'una delegació amb 57.250 habitants segons el cens del 2004.

## Economia
L'activitat principal és el turisme, amb llargues platges d'arena fina.
L'agricultura hi és secundària, però així i tot el cultiu de tomàquets i pebrots hi és important i per aquests cultius se l'anomena «la Vila roja». També s'hi cultiven maduixes i vinya.
A l'estiu s'organitza un festival de teatre amateur. L'especialitat manufacturera local és el teixit de la llana.

## Història
Fou la romana Curubis, que fou erigida en colònia sota August. Les ruïnes romanes es conserven en un turó proper però són poc importants (unes cisternes i restes d'un aqüeducte).
Al segle xvii s'hi van establir els musulmans expulsats d'Andalusia pels castellans, que van influenciar en les construccions i en els seus carrers laberíntics que li donen una certa originalitat entre les ciutats de la península.

## Administració
És el centre de la delegació o mutamadiyya homònima, amb codi geogràfic 15 54 (ISO 3166-2:TN-12), dividida en vuit sectors o imades:
- Beni Ayache (15 54 51)
- Garâet Sassi (15 54 52)
- Diar El Hojaj (15 54 53)
- Korba Est (15 54 54)
- Korba Ouest (15 54 55)
- Tazerka (15 54 56)
- Bou - Jerida (15 54 57)
- Boulidine (15 54 58)

Al mateix temps, forma una municipalitat o baladiyya (codi geogràfic 15 16). La municipalitat fou creada per decret de 31 de desembre de 1957, amb una superfície de 1.500 hectàrees.

## Personatges cèlebres
Personatges famosos de la vila són l'autor teatral Nacer Khemir i l'exministre d'educació i després diputat Hedi Khlil.